# ریونگرو (سانتاندر)
ریونگرو (سانتاندر) (به اسپانیایی: Rionegro, Santander) یک سکونتگاه مسکونی در کلمبیا است که در بخش سانتاندر واقع شده‌است.